# Ferdinand Mannlicher
Ferdinand von Mannlicher, avstrijski inženir strojništva in izumitelj, * 30. januar 1848 Most, Češka, Avstrijsko cesarstvo, † 20. januar 1904, Dunaj, Avstro-Ogrska.
Kot izumitelj je splošno znan predvsem zaradi izuma polnilnega okvirčka, ki se v nabojišče potisne skupaj z naboji, dandanes ga imenujemo Mannlicherjev okvir.

## Seznam izumov
Puške in pištole, ki si jih je domislil Mannlicher so v slovenščini dobile ime manliherice. 

### Puške

#### Repetirke s premovlečnim zaklepom
- Repetirka M.84 z odstranljivim gravitacijskim nabojnikom
- Manliherica M.85
- Manliherica M.86
- Repetirka M.87/88 z vrtljivim nabojnikom polnjenim preko (švicarskih) okvirčkov
- Manliherica M.88 in M.90
- Manliherica M.90 (karabinka)
- Švicarska manliherica M.93
- Manliherica M.95

#### Repetirke z valjastim zaklepom
- Repetirka M.80 s cevastim nabojiščem v kopitu
- Repetirka M.81 z odstranljivim škatlastim nabojnikom
- Repetirka M.82 s cevastim nabojiščem pod cevjo
- Repetirka M.82 z odstranljivim gravitacijskim nabojnikom
- Repetirka M.87 z vrtljivim nabojiščem
- Romunska manliherica M.93
- Repetirka M.94 s polnjenjem preko (švicarskih) okvirčkov
- Nizozemska manliherica M.95
- Repetirka M.96
- Mannlicher-Schönauer

#### Avtomatske in polavtomatske puške
- Avtomatska puška M.85 z odstranljivim gravitacijskim nabojnikom
- Polavtomatska puška M.91
- Polavtomatska puška M.93 s premovlečnim zaklepom
- Polavtomatska puška M.93 z valjastim zaklepom
- Polavtomatska puška M.95
- Polavtomatska puška M.1900

### Pištole
- Manliherica M1894
- Manliherica M1896 (paketno polnjenje)
- Manliherica M1896 (polnjenje z okvirčka)
- Manliherica M1900[3]

## Galerija
- Manliherica M.86
- Manliherica M.88
- Karabinka manliherica M.90
- Romunska manliherica M.93 v pehotni in karabinski različici
- Švicarska manliherica M.93
- Pištola Manliherica M1894
- Nizozemska manliherica M1895
- Pištola Manliherica M1900 (natančno M1901)
- Grški Mannlicher-Schönauer M1903